# D3 Publisher
D3 Publisher Inc. (株式会社ディースリー・パブリッシャー, Kabushiki-gaisha D3 Paburisshā) é uma publicadora de jogos de vídeo game japonesa. A empresa é conhecida pela série de baixo orçamento Simple Series e pelos Otome games. A empresa já lançou jogos para as plataformas Game Boy Advance, Nintendo DS, PlayStation Portable, PlayStation 2, PlayStation 3, Nintendo GameCube, Wii, Xbox 360 e Wii U. A empresa é bem conhecida na América pela publicação dos jogos de Ben 10 e por Puzzle Quest: Challenge of the Warlords.

## História
D3 Publisher foi estabelecida em 1992 se focando sempre no comércio de jogos eletrônicos. E apesar de bem pequena, possuindo apenas 17 funcionários. tem tido grande êxito no mercado japonês, expandindo para o americano e europeu. Atualmente, 95% de suas ações foram compradas pela Bandai Namco Holdings, que já tinha planos com a empresa.

## Subsidiárias
A empresa tem atualmente filial nos Estados Unidos focada exclusivamente no mercado mobile (D3 Go!), acrescido de uma aliança com a empresa italiana Digital Bros., D3DB Srl. As divisões principalmente americana e inglesa publicam jogos próprios diplomados ou de outras empresas japonesas a parte do D3. Antes da criação de uma filial nos Estados Unidos, os jogos da D3 eram  publicados pela Agetec.